# Diocesi di Palmares
La diocesi di Palmares (in latino: Dioecesis Palmopolitana) è una sede della Chiesa cattolica in Brasile suffraganea dell'arcidiocesi di Olinda e Recife. Nel 2021 contava 253.501 battezzati su 471.742 abitanti. È retta dal vescovo Fernando Barbosa dos Santos, C.M.

## Territorio
La diocesi comprende 18 comuni nella parte sud-orientale dello stato brasiliano di Pernambuco: Água Preta, Barreiros, Belém de Maria, Catende, Cortês, Cupira, Gameleira, Jaqueira, Joaquim Nabuco, Lagoa dos Gatos, Maraial, Palmares, Ribeirão, Rio Formoso, São José da Coroa Grande, Sirinhaém, Tamandaré e Xexéu.
Sede vescovile è la città di Palmares, dove si trova la cattedrale dell'Immacolata Concezione dei Monti (Nossa Senhora da Conceição dos Montes).
Il territorio si estende su 3.797 km² ed è suddiviso in 25 parrocchie, raggruppate in 5 foranie: San Giovanni XXIII, Nostra Signora Aparecida, San Giovanni Evangelista, Beato Eliseo Maneus, Sant'Amaro.

## Storia
La diocesi è stata eretta il 13 gennaio 1962 con la bolla Peramplas Ecclesias di papa Giovanni XXIII, ricavandone il territorio dall'arcidiocesi di Olinda e Recife e dalla diocesi di Garanhuns.

## Cronotassi dei vescovi
Si omettono i periodi di sede vacante non superiori ai 2 anni o non storicamente accertati.
- Acácio Rodrigues Alves † (11 luglio 1962 - 12 luglio 2000 ritirato)
- Genival Saraiva de França (12 luglio 2000 - 19 marzo 2014 ritirato)
- Henrique Soares da Costa † (19 marzo 2014 - 18 luglio 2020 deceduto)
- Fernando Barbosa dos Santos, C.M., dal 9 giugno 2021

## Statistiche
La diocesi nel 2021 su una popolazione di 471.742 persone contava 253.501 battezzati, corrispondenti al 53,7% del totale.
| anno | popolazione | popolazione | popolazione | presbiteri | presbiteri | presbiteri | presbiteri                | diaconi | religiosi | religiosi | parrocchie |
| anno | battezzati  | totale      | %           | numero     | secolari   | regolari   | battezzati per presbitero | diaconi | uomini    | donne     | parrocchie |
| ---- | ----------- | ----------- | ----------- | ---------- | ---------- | ---------- | ------------------------- | ------- | --------- | --------- | ---------- |
| 1965 | 299.000     | 310.000     | 96,5        | 20         | 9          | 11         | 14.950                    |         | 5         | 55        | 15         |
| 1968 | ?           | 322.134     | ?           | 20         | 12         | 8          | ?                         |         | 10        | 59        | 13         |
| 1976 | 270.500     | 340.753     | 79,4        | 18         | 11         | 7          | 15.027                    |         | 7         | 62        | 15         |
| 1980 | 284.000     | 355.000     | 80,0        | 13         | 13         |            | 21.846                    |         | 1         | 78        | 15         |
| 1990 | 310.000     | 420.000     | 73,8        | 19         | 15         | 4          | 16.315                    | 1       | 12        | 82        | 16         |
| 1999 | 352.000     | 476.000     | 73,9        | 26         | 21         | 5          | 13.538                    | 1       | 6         | 66        | 18         |
| 2000 | 358.000     | 484.000     | 74,0        | 27         | 22         | 5          | 13.259                    | 4       | 6         | 65        | 18         |
| 2001 | 310.000     | 421.142     | 73,6        | 27         | 22         | 5          | 11.481                    | 4       | 6         | 71        | 18         |
| 2002 | 310.000     | 421.142     | 73,6        | 24         | 20         | 4          | 12.916                    | 4       | 5         | 66        | 18         |
| 2003 | 311.142     | 421.142     | 73,9        | 26         | 21         | 5          | 11.967                    | 4       | 6         | 70        | 20         |
| 2004 | 270.913     | 423.589     | 64,0        | 25         | 20         | 5          | 10.836                    | 4       | 6         | 64        | 20         |
| 2013 | 303.000     | 460.000     | 65,9        | 33         | 33         |            | 9.181                     | 4       | 2         | 65        | 22         |
| 2016 | 310.000     | 475.088     | 65,3        | 33         | 33         |            | 9.393                     | 8       | 2         | 72        | 23         |
| 2019 | 248.686     | 466.927     | 53,3        | 31         | 31         |            | 8.022                     | 7       | 2         | 64        | 24         |
| 2021 | 253.501     | 471.742     | 53,7        | 32         | 32         |            | 7.921                     | 7       |           | 58        | 25         |